# Reinhold Maier (Verkehrswissenschaftler)
Reinhold Maier ist ein deutscher Verkehrsingenieur und war bis 2015 Inhaber der Professur für Straßenverkehrstechnik an der TU Dresden. Nachfolgerin auf dieser Stelle ist Regine Gerike.

## Leben
Maier studierte Bauingenieurwesen mit Vertiefungsrichtung Städtebau und Verkehrswesen an der Universität Karlsruhe, welches er 1974 mit dem Diplom abschloss. 1984 promovierte er an der Universität Karlsruhe zum Dr.-Ing. mit der Arbeit Fußgängersicherheit in Städten, welche mit dem Carl-Pirath-Preis der Deutschen Verkehrswissenschaftlichen Gesellschaft (DVWG) ausgezeichnet wurde. Seit 1968 ist er Mitglied der katholischen Studentenverbindung KDStV Normannia Karlsruhe.

## Karriere
Seit 1976 arbeitete Maier als Verkehrsingenieur bei der Beratungsstelle für Schadenverhütung des HUK-Verbandes in Köln (heute: Unfallforschung der Versicherer), wo er von 1995 bis 2005 stellvertretender Leiter dieses Instituts war. Seit April 2004 ist Maier Universitätsprofessor und hatte bis 2015 die Professur für Straßenverkehrstechnik mit dem Fachbereich Theorie der Verkehrsplanung an der Fakultät Verkehrswissenschaften „Friedrich List“ der Technischen Universität Dresden inne. Seit 2015 ist er im Ruhestand.

## Werke
- 1986: Einige Bemerkungen zur Verkehrskonflikttechnik (Zeitschrift für Verkehrssicherheit)
- 1990: Fahrbahnbreite und Geschwindigkeitsverhalten (Straßenverkehrstechnik)
- 1995: Verkehrssicherheit beim Bau und Betrieb von Straßen (Handbuch der Straßenverkehrssicherheit)
- 2009: Unfallgefährdung von Motorradfahrern (Unfallforschung der Versicherer)
- 2012: Berechnungsverfahren für Knotenpunkte ohne Lichtsignalanlage unter Einbeziehung nichtmotorisierter Verkehrsteilnehmer (Schriftenreihe des BMVBS)